# كهيربرز بايين
كهيربرز بايين (بالفارسية: کهیربرز پایین) هي قرية تقع في قسم باهوكلات الريفي (مقاطعة تشابهار) في إيران. يقدر عدد سكانها بـ 909 نسمة بحسب إحصاء 2016.